# Traser (producent zegarków)

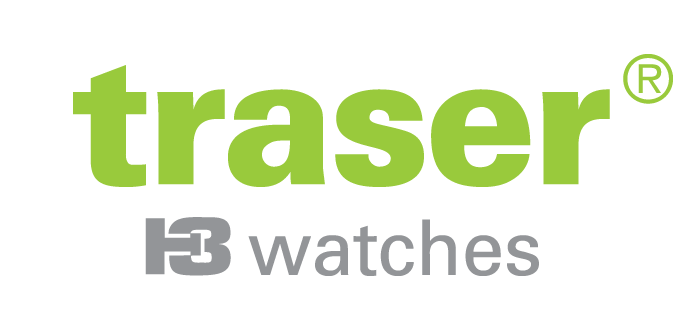
Logo marki traser

Traser (traser swiss H3 watches) – marka szwajcarskich zegarków taktycznych z samowystarczalnym trytowym źródłem światła, projektowanych i produkowanych przez mb-microtec z siedzibą w Niederwangen (Szwajcaria).

## Geneza firmy
Pod koniec lat 80. XX wieku armia Stanów Zjednoczonych poszukiwała manufaktury zegarków, która podjęłaby się zaprojektowania wytrzymałego zegarka wg specyfikacji wojskowej (zgodnego z normą MIL-W-46374F). Zegarek oprócz parametrów wytrzymałościowych musiał również spełniać tzw. kryterium czytelności. Według wytycznych zegarek miał pozostawać czytelny w warunkach zaciemnienia minimum 8 godzin bez ingerencji użytkownika.
W tamtym czasie, z uwagi na bariery technologiczne, ten wymóg nie mógł zostać zrealizowany przez żadnego producenta zegarków.
Na prośbę armii USA realizacji zlecenia podjął się ówczesny kontrahent mb-microtec – szwajcarskie przedsiębiorstwo, które opracowało technologię samowystarczalnego trytowego źródła światła (GTLS).
Po intensywnych pracach badawczo-rozwojowych w 1989 roku mb-microtec zaprezentował zegarek model P6500 Type 6, w którym po raz pierwszy wykorzystano technologię GTLS. Model dostarczony został do armii USA w ilości ponad 300 000 sztuk. P6500 Type 6 zwany potocznie The Original przeszedł chrzest bojowy na nadgarstkach żołnierzy, biorących udział w operacji Pustynna Burza.
Opracowanie i produkcja pierwszego na świecie samoświecącego zegarka przez mb-microtec, zaowocowała powstaniem firmy traser.

## Najważniejsze wydarzenia z historii
Do końca XX wieku marka traser realizowała projekty wyłącznie na indywidualne zlecenie Sił Zbrojnych z różnych krajów w tym m.in. edycje limitowane, rocznicowe dla formacji Zielone Berety, Navy SEAL-s, Rangersi, czy Szwajcarskich Sił Powietrznych.
Na początku XXI wieku firma rozpoczęła produkcję również na rynki komercyjne i do odbiorców indywidualnych.
W 2017 na rynku pojawił się flagowy model P68 Pathfinder Automatic – taktyczny zegarek ze zintegrowanym pierścieniem kompasu.
W 2020 roku portfolio marki traser rozszerzyło się o linie zegarków nurkowych Diver i Diver Automatic z klasą wodoszczelności 50 atm.
W 2019 roku firma traser obchodziła 30-lecie powstania.

## Linie zegarków
Traser nadal produkuje zegarki na specjalne zlecenia zgodne z wojskowymi normami. W ofercie marki obok modeli taktycznych znajdują się zegarki sportowe, outdoorowe i nurkowe.
- Zegarki taktyczne: P49 Special Pro, P66 Tactical Mission, P69 Black Stealth
- Zegarki nurkowe: P67 Diver, P67 Diver Automatic
- Zegarki outdoorowe: P96 Outdoor Pioneer, Tactical Adventure, P68 Pathfinder GMT, P68 Pathfinder Automatic, P67 Officer Pro Chronograph, P67 Officer Pro Automatic, P59 Classic i P67 Officer Pro[4]

## Zegarki traser w popkulturze
- Japoński aktor Yuji Oda nosił zegarek P6500 Type 6 w filmie Bayside Shakedown 3 (1998)[3]
- Zegarki traser pojawiają się filmie „Unleashed” z Seanem Astinem w roli głównej (2016)[3]

## Ciekawostki
- W 2017 roku w projektowaniu zegarka P67 Officer Pro Chronograph brał udział Marcus Luttrell. Weteran i bohater wojenny z Afganistanu, członek SEAL Team 10 i uczestnik operacji Red Wings. Autor książki „Lone Survivor”, na której podstawie nakręcono film z Markiem Wahlbergiem w roli głównej[5].
- W 2019 roku na największych na świecie targach branży zegarkowej Baselworld 2019 marka zaprezentowała najjaśniej świecący zegarek na świecie. Koncepcyjny model zegarka T1000 wyposażony był w 318 rurek z trigalight[6]. Świecił z intensywnością ponad 1000 mikrolumenów – 50 razy silniej niż jakikolwiek konwencjonalny zegarek z technologią H3. Strumień świetlny został przetestowany i certyfikowany przez Szwajcarski Federalny Instytut Metrologii (METAS).